# Gai Helvi (pretor)
Gai Helvi (en llatí Caius Helvius) va ser un magistrat romà. Formava part de la gens Hèlvia, una gens romana d'origen plebeu.
Va ser edil de la plebs amb Marc Porci Cató el vell l'any 199 aC, i a l'any següent pretor, sense cap província assignada regularment, però va acompanyar al cònsol Sext Eli Pet a la Gàl·lia Cisalpina i va rebre d'aquest el comandament d'un dels exèrcits consulars. Després va servir a Galàcia com a llegat de Gneu Manli Vulsó, cònsol l'any 189 aC.